# Metil antranilato
El Metil antranilato o Antranilato de metilo (de fórmula química C8H9NO2) también conocido de forma abreviada como MA, metil 2-aminobenzoato o carbometoxianilina, es un éster del ácido antranílico. Se trata de un aminobenzoato. Forma parte del aroma natural de algunas uvas, en concreto de los olores característicos de la denominada "foxy" californiana (de la variedad Vitis labrusca).

## Usos
Para aplicadores de plaguicidas en la agricultura, en concreto como repelente de aves. Se emplea en la industria alimentaria como aromatizante de golosinas, bebidas y de medicinas con el objeto de facilitar su ingesta. Es combustible y no debe estar en contacto con oxidantes fuertes. Aparece de forma natural en los aromas de algunas frutas como la mandarina. Se emplea en algunas mezclas como protector solar debido a que posee características de absorción de los rayos ultravioletas.